# Hijiki
Hijiki (japanisch ヒジキ, 鹿尾菜 oder 羊栖菜 hijiki) oder auch Hiziki (Sargassum fusiforme, Syn.: Hizikia fusiformis) ist eine Braunalge aus der Gattung der Golftange (Sargassum), die wild an felsigen Küstenlinien Japans, Koreas und Chinas wächst. Sie findet in der japanischen und der koreanischen Küche Verwendung. Aufgrund möglicherweise toxischer Mengen anorganischen Arsens äußerten die Lebensmittelsicherheitsbehörden mehrerer Länder Bedenken gegen den Verzehr von Hijiki.

## Bezeichnung und Synonyme
Hijiki ist die japanische Bezeichnung für diese Algenart. Im Koreanischen heißt sie tot (톳) oder nongmichae und im Chinesischen Hai tso, Chiau tsai, Hai ti tun, Hai toe din, Hai tsao oder Hoi tsou.
Das Wort hijiki tauchte erstmals 1867 in einer englischsprachigen Publikation auf, nämlich in James Curtis Hepburns A Japanese and English Dictionary. Seit den 1960er und 1970er Jahren wird es, mit der zunehmenden Verfügbarkeit der aus Japan importierten getrockneten Alge in Lebensmittelgeschäften und japanischen Restaurants einhergehend, in den Vereinigten Staaten weitläufiger benutzt.
Das Basionym von Sargassum fusiforme ist Cystophyllum fusiforme Harv. (1860). Synonyme sind Cystoseira siliquastra (Mertens ex Turner) C. Agardh Carl Adolph Agardh (1824),  Turbinaria fusiformis (Harv.) Yendo (1907) und Hizikia fusiformis (Harv.) Okamura (1932).

## Aussehen und Verbreitung
Frisches Hijiki hat eine grüne bis braune Farbe. Seine Blattstruktur ist feiner als die von Wakame und Kombu. Es wächst am Grund des Eulitoral und am oberen Rand des Sublitoral. Seine Verbreitung erstreckt sich um ganz Honshū und über die südliche Küste Hokkaidōs, die koreanische Halbinsel und die meisten Küsten des Chinesischen Meeres.

## Kultivierung und Ernte

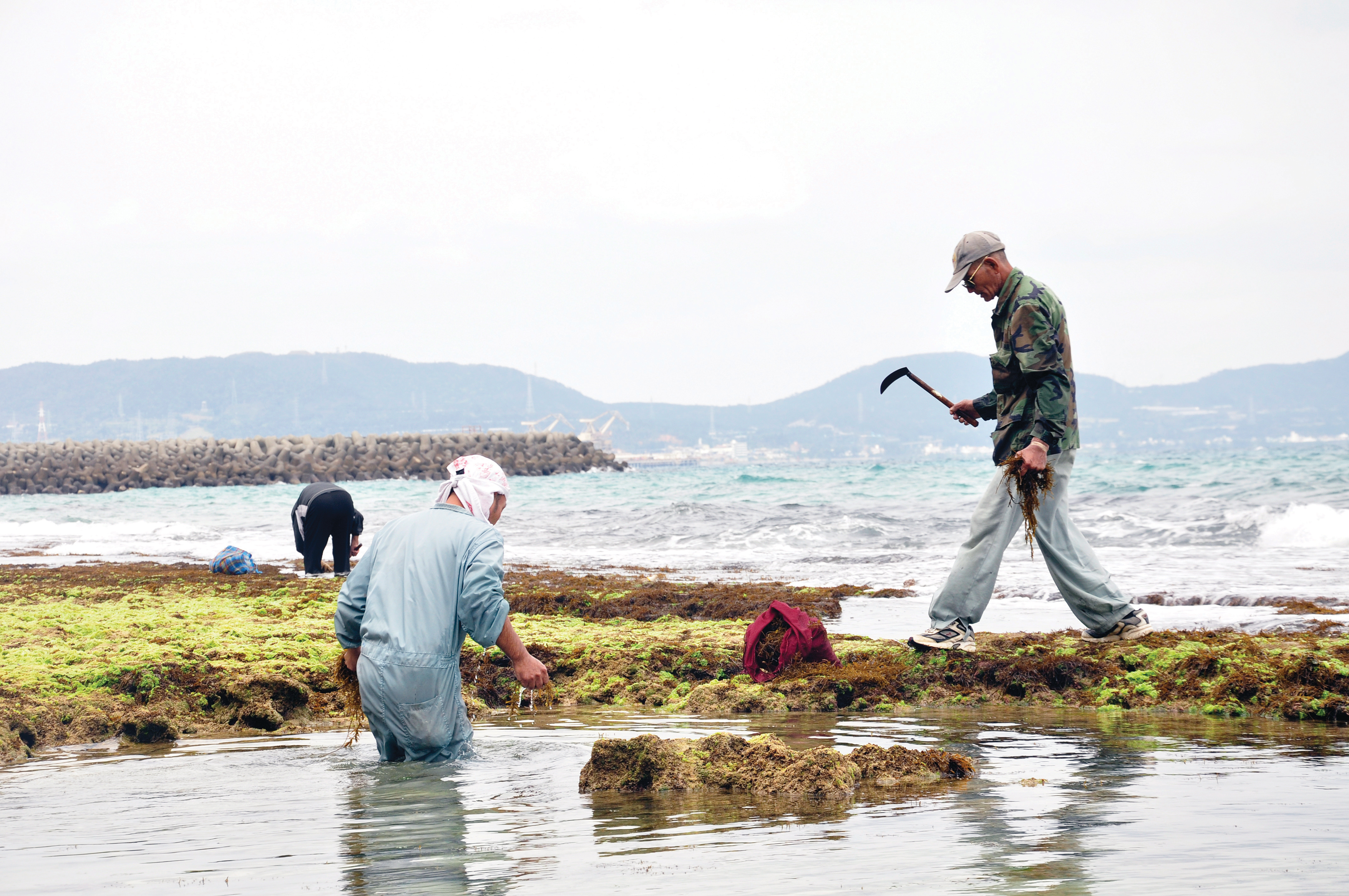
Ernte von Hijiki

In Japan wird Hijiki wild gesammelt und auch importiert, vor allem aus Korea, wo es auch angebaut wird. Beispielsweise wurden 1990 in Südkorea 10 000 Tonnen (Nassgewicht) Hijiki wild gesammelt und 20 000 Tonnen kultiviert und 1995 waren es schon 6 000 gegenüber 37 000 Tonnen. Eine Schwierigkeit beim Anbau ist die künstliche Samenproduktion, sodass junge Wedel in der Natur gesammelt und zu dritt oder zu viert mit 10-cm-Abständen in ein Seil eingebracht werden. Die Setzseile werden an das Hauptanbauseil angehängt, das mithilfe von Bojen in zwei bis drei Metern Tiefe gehalten wird und an den Enden am Meeresgrund befestigt ist.
Hijiki wird von November bis Mai kultiviert und von Mai bis Juni geerntet. Bei Niedrigwasser ernten Fischer und professionelle Taucher Hijiki mit Sicheln. Nach der Ernte wird es in Meereswasser gewaschen und in der Sonne getrocknet, wobei seine Farbe zu Schwarz wechselt. Die dunkle Farbe kommt von ungewöhnlich hohen Gehalten des Pigments Phlorotannin, das auch für einen bitteren, beißenden Geschmack sorgt. Daher ist das Zwischenprodukt, suboshi-hiziki genannt, in dieser Form ungenießbar. Die weitere Verarbeitung beinhaltet das Kochen in Wasser, traditionell in einem eisernen Kessel, zusammen mit einer anderen Braunalge, Eisenia bicyclis oder Ecklonia cava, über vier bis fünf Stunden. Durch das Kochen wird ein Teil des Pigments entfernt und der Eisenia- oder Ecklonia-Zusatz verschafft Ersatzfarbe. Nach dem Kochen wird das Hijiki vier bis fünf Stunden lang gedämpft, um das Phlorotannin zu entfernen. Anschließend wird es in kurze Stücke geschnitten und in der Sonne getrocknet. Dieses Produkt wird hoshi-hiziki genannt und verpackt in trockenen, schwarzen, spröden Stücken verkauft, die vor der Verwendung 10 bis 15 Minuten lang eingeweicht werden.

## Verwendung
Hijiki hat eine angenehm feste Textur und einen milden, nussigen Geschmack, der etwas fade wirken kann und von einem Schuss Sojasauce profitiert. Es lässt sich gut mit süßlichen Zutaten kombinieren, besonders wenn es mit Zugabe von Mirin gekocht wurde.
Hijiki wird seit Jahrhunderten in der japanischen Küche verwendet. Das getrocknete Hijiki wird zunächst in Wasser eingeweicht und anschließend gekocht, zum Beispiel mit Sojasauce und Zucker oder anderen Gemüsesorten. Normalerweise wird es als Vorspeise, Frühstücksbeilage oder Garnierung auf gekochtem Reis verzehrt. Hijiki kann zu gedünsteten, gekochten oder in Soja- oder Fischsauce marinierten Speisen gereicht oder zu Suppen, Salaten, Pfannengerührtem mit gebratenem Tofu und Gemüse wie Karotten oder Quiches hinzugefügt werden. Es kann auch mit Sushi-Reis vermischt werden, wird aber, anders als Nori, nicht als Sushi-Umhüllung benutzt.
In Korea wird es als Namul (gewürzte Gemüsebeilage) gegessen oder zusammen mit Reis (bap) gekocht.
Seit einigen Jahrzehnten wird Hijiki auch in den USA und dem Vereinigten Königreich verkauft.

## Inhaltsstoffe und gesundheitliche Aspekte
Die Zusammensetzung von Hijiki ist 12,3 % Protein, 1,5 % Lipide, 54,4 % resorbierbare Kohlenhydrate, 10,7 % Ballaststoffe sowie 21,2 % Asche und damit ähnlich wie bei Kombu, wobei die Spurenelementgehalte in Hijiki höher sind. Hijiki ist reich an Mineralstoffen wie Calcium, Eisen und Magnesium. Das Verhältnis von Calcium zu Magnesium in Hijiki ist 2 zu 1. Es enthält auch relativ viel Kupfer und Mangan. Wie bei den meisten Braunalgen ist der Fettgehalt mit 1,5 % niedrig, aber 20 bis 25 % der Fettsäure ist Eicosapentaensäure. Hijiki enthält auch das antioxidative Fucoxanthin. Dem japanischen Volksglauben zufolge trägt Hijiki zu Gesundheit und Schönheit bei, und dickes, schwarzes, glänzendes Haar wird mit dem regelmäßigen Verzehr kleiner Mengen davon in Verbindung gebracht.
Aufgrund des Arsengehalts in Hijiki raten oder rieten kanadische, US-amerikanische, britische und Hongkonger Behörden von dessen Verzehr ab. Eine Studie fand in Hijiki-Proben deutlich höhere Mengen an anorganischem Arsen als in anderen untersuchten Algenarten. Das japanische Ministerium für Gesundheit, Arbeit und Soziales antwortete mit einem Bericht, in dem darauf hingewiesen wird, dass der Verzehr von mehr als 4,7 Gramm Hijiki pro Tag zwar zu einer über der tolerierten Tagesdosis liegenden Arsen-Einnahme führen könnte, der durchschnittliche Tagesverbrauch in Japan aber auf 0,9 Gramm geschätzt wird. Bisher wurden keine bekannten Erkrankungen mit dem Verzehr von Hijiki in Verbindung gebracht.